# Rhopalencyrtoidea claripennis
Rhopalencyrtoidea claripennis är en stekelart som beskrevs av Girault 1915. Rhopalencyrtoidea claripennis ingår i släktet Rhopalencyrtoidea och familjen sköldlussteklar. Inga underarter finns listade i Catalogue of Life.